# Coppa del Mondo di cricket
La Coppa del Mondo di cricket è il più importante trofeo mondiale di cricket maschile organizzato dall'International Cricket Council; le partite della competizione sono Limited Overs cricket con la stipulazione denominata One Day International (ODI). Secondo alcune fonti il torneo sarebbe il terzo evento sportivo più seguito del mondo dopo i Giochi olimpici e la Coppa del Mondo FIFA, tuttavia altri sostengono che invece la Coppa del Mondo di Cricket andrebbe collocata al quarto posto, preceduta anche dalla Coppa del Mondo di rugby.
La nazionale di cricket dell'Australia è la selezione più titolata essendosi aggiudicata il trofeo sei volte, segue la selezione delle Indie Occidentali e l'India con due successi ed infine Pakistan, Sri Lanka e Inghilterra con una vittoria ciascuno.
Esiste anche la Coppa del Mondo di cricket femminile, organizzata separatamente da quella maschile, che si tiene ogni quattro anni a partire dal 1973.

## Storia
Il primo incontro internazionale della storia del cricket risale al 1844 tra Stati Uniti e Canada, ma il primo test match ufficialmente riconosciuto come tale è quello fra Inghilterra e Australia del 1877. In occasione delle Olimpiadi estive 1900 il cricket fu disciplina olimpica, ma fu ampiamente contestato e il CIO estromise la disciplina a partire già dalla successiva edizione.
Nel 1912 ci fu un tentativo di organizzare un torneo diverso dai soliti tour, tuttavia il Triangolare di cricket del 1912 fu un insuccesso tale che ne fu disputata solo un'edizione.
Nel corso degli anni il numero di nazioni full members aumentò con l'ingresso delle Indie Occidentali Britanniche, Nuova Zelanda, India e Pakistan, ma nonostante questo il cricket continuò ad essere disciplinato tramite sfide bilaterali.
Nei primi anni sessanta in Inghilterra si sperimentarono le prime forme di cricket da un solo giorno, ottenendo un successo tale da portare alla fondazione della Sunday League nel 1969. Nel 1971 in occasione delle Ashes series i primi 4 giorni di un test match furono cancellati per pioggia, fu pertanto organizzato il primo One Day International della storia del cricket; questa nuova formula riscosse un notevole successo e portò rapidamente all'idea di organizzare una coppa del mondo di cricket comprendente tutte le principali nazioni.
La prima edizione della coppa del mondo si tenne nel 1975. Non vi fu una gara per l'assegnazione in quanto l'Inghilterra era l'unico paese in grado di organizzare il torneo e ottenne l'assegnazione diretta. La coppa venne anche chiamata Prudential World Cup per via della sponsorizzazione della compagnia di assicurazioni Prudential. Non si predisposero gare di qualificazione in quanto le partecipanti furono invitate direttamente dagli organizzatori: furono invitati i Full members della federazione più lo Sri Lanka ed una selezione dei migliori giocatori dell'Africa Orientale. La coppa vide l'assenza del Sudafrica per motivi politici, come in tutte le maggiori competizioni sportive del periodo. Fu scelto di disputare partite sul limite dei 60 overs e la vittoria finale andò alla selezione delle Indie Occidentali Britanniche, favorita della vigilia, sull'Australia.
Anche la seconda coppa venne assegnata direttamente all'Inghilterra. Per questo torneo venne per la prima volta introdotto un meccanismo di qualificazione per gli ultimi due posti, tramite l'ICC Trophy; a spuntarla furono Sri Lanka e Canada, che tuttavia non avanzarono molto nel torneo. Le Indie Occidentali Britanniche riuscirono a fare il bis sconfiggendo i padroni di casa nella finale.
Per la terza edizione in origine si era fatta avanti anche l'India, tuttavia, volendo l'ICC mantenere il torneo nel mese di giugno, alla fine fu preferita nuovamente l'Inghilterra per le migliori condizioni di luce e meteorologiche; comunque in questa occasione alcune partite furono disputate anche in Galles. Dal punto di vista organizzativo, rispetto alla precedente edizione cambiò la prima fase; ora nei gironi ogni squadra incontrava due volte le altre anziché in una partita sola. A spuntarla fu a sorpresa la selezione indiana, che in finale ebbe la meglio sui favoriti caraibici due volte campioni, a cui non riuscì il tris.
Nel 1987 la coppa fu disputata per la prima volta fuori dal Regno Unito; a vincere la corsa per l'organizzazione fu la candidatura congiunta di India e Pakistan. In questa edizione la formula rimase invariata ma venne modificato il regolamento con la riduzione da 60 a 50 overs per squadra a partita. La vittoria andò per la prima volta alla selezione australiana che sconfisse l'Inghilterra nella finale di Calcutta.
L'edizione del 1991 fu assegnata ad Australia e Nuova Zelanda. Tuttavia, poiché il clima dell'emisfero australe è più favorevole nei mesi invernali, il torneo fu spostato dall'estate '91 ai primi mesi del '92 e ci furono molteplici novità. Per la prima volta i giocatori poterono indossare divise con i colori nazionali anziché il tradizionale bianco, furono disputate anche le prime partite sotto l'illuminazione artificiale e inoltre venne riammesso il Sudafrica, che pertanto fece il suo debutto nella competizione portando il numero di squadre partecipanti a 9. Anche la formula fu pesantemente modificata riunendo tutte le squadre in un unico girone all'italiana con partite di sola andata in cui tutte le squadre affrontavano tutti gli avversari una sola volta. Al termine del girone le prime quattro classificate si affrontavano in semifinali incrociate (prima-quarta e seconda-terza) e finale. Anche in questa edizione le sorprese non mancarono poiché i padroni di casa campioni in carica furono eliminati al primo turno e a vincere il torneo fu inaspettatamente il Pakistan, partito malissimo con tre sconfitte (ed una partita annullata) nelle prime cinque gare.
Nel 1996 per la prima volta a vincere il torneo fu una squadra ospitante, lo Sri Lanka. Il torneo venne ampliato a 14 squadre e mutò nuovamente formula: tornarono i due gironi separati da sette squadre cadauno, con partite di sola andata. Le prime quattro qualificate si affrontavano in quarti di finale incrociati, poi semifinale e finale.
L'edizione 1999 vede il ritorno alla cadenza quadriennale originale ed è stata assegnata per la quarta volta nella storia all'Inghilterra, tuttavia in questa occasione molte partite si sono disputate anche in altri paesi europei (Scozia, Irlanda e Paesi Bassi). La vittoria finale andò alla selezione australiana che in finale sconfisse nettamente il Pakistan, a fare notizia tuttavia fu soprattutto la semifinale tra Australia e Sudafrica che si concluse con un clamoroso pareggio (213 runs per entrambe con tutti i battitori eliminati in 49 overs), non essendo previsti sistemi di spareggio si decise di ufficio che ad accedere alla finale sarebbe stata l'Australia, in quanto aveva vinto il precedente scontro diretto avvenuto nella fase a gironi.
Il torneo del 2003 si tenne in Sudafrica (con alcune partite dislocate in Kenya e Zimbabwe) e questo comportò uno spostamento delle date da giugno-luglio a febbraio-marzo. I padroni di casa uscirono dal torneo al primo turno mentre i grandi favoriti australiani e si confermarono campioni sconfiggendo l'India in finale. In questo torneo si segnala in particolare anche la semifinale raggiunta dal Kenya, momento più alto della storia del cricket nazionale.
Nel 2007 il torneo è stato assegnato all'unica federazione full member dell'ICC che ancora non lo aveva ospitato, ovvero il West Indies Cricket Board. Il torneo fu ampliato a 16 squadre e l'Australia è riuscita a centrare la tripletta, per la prima volta nella storia, sconfiggendo la nazionale singalese nella prima finale ad essere stata decisa dal metodo di Duckworth-Lewis in quanto la pioggia condizionò pesantemente la partita.
La coppa del 2011 è stata assegnata congiuntamente a quattro paesi: India, Pakistan, Sri Lanka e per la prima volta il Bangladesh. Prima dell'inizio del torneo il Pakistan fu estromesso dall'organizzazione a causa dei molteplici problemi di sicurezza del paese, fu inoltre deciso il ritorno a 14 squadre dopo l'esperienza a 16 della precedente edizione. La finale fu giocata a Mumbai tra due dei paesi co-organizzatori e vide la vittoria dell'India (che nei quarti di finale ha eliminato i campioni in carica australiani, impedendo loro uno storico poker di successi) contro lo Sri Lanka.
Nel 2015 il torneo è stato congiuntamente organizzato da Australia e Nuova Zelanda, e come quattro anni prima la finale è stata un derby tra paesi ospitanti e ad uscirne vincitori sono stati (per la quinta volta) gli australiani.
Le edizioni 2019 e 2023 sono state assegnate rispettivamente ad Inghilterra (con alcune partite in Galles) ed India (che pur avendo ospitato altre tre volte il torneo per la prima volta organizzerà la coppa completamente da sola).

## Trofeo

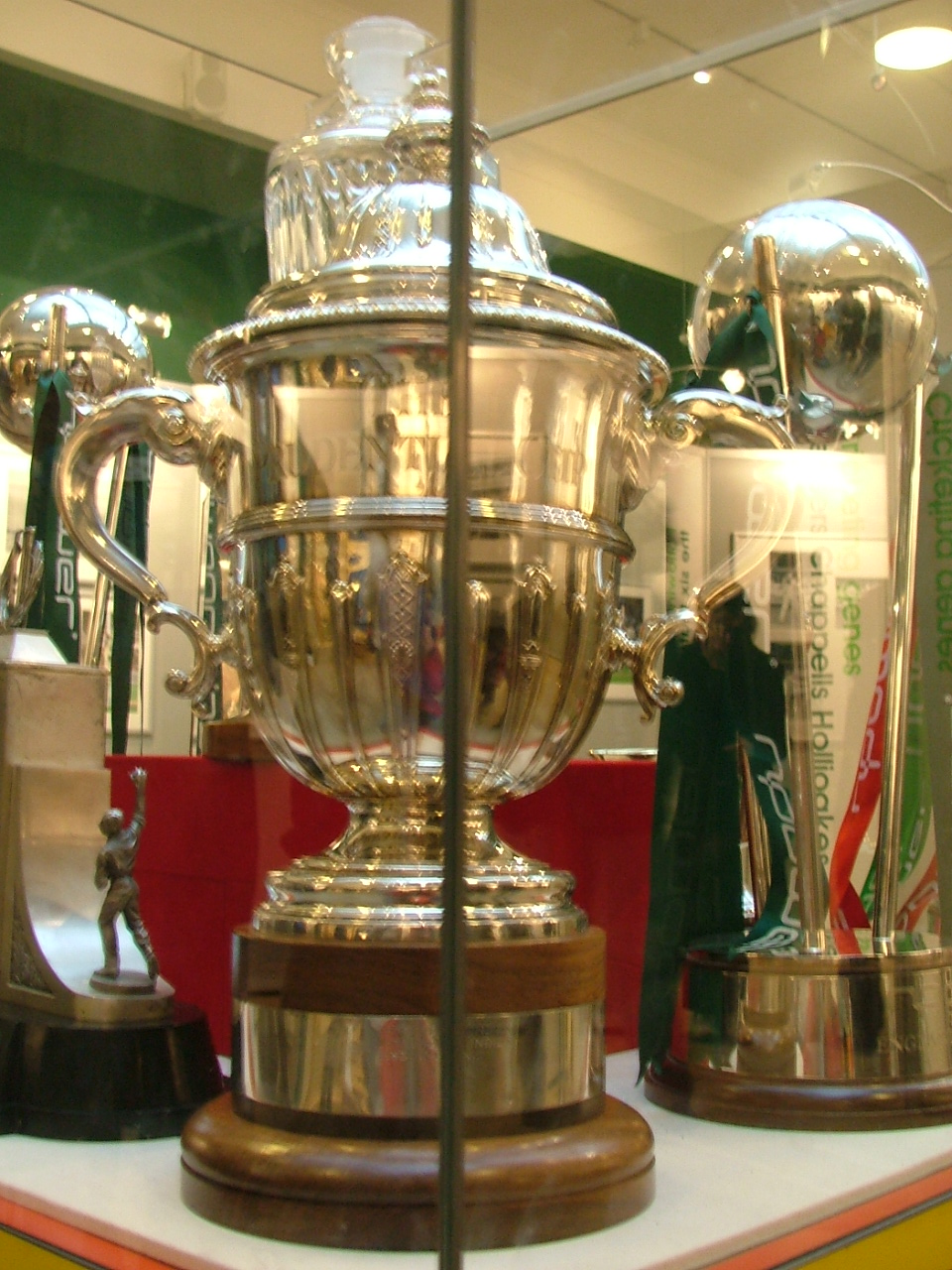
Prudential World Cup Trophy

Il trofeo assegnato alla squadra vincitrice non è rimasto costante nel corso del tempo ma è variato più volte. Questo perché fino al 1999 il trofeo veniva donato all'ICC dal principale sponsor della competizione.
Le prime tre edizioni furono sponsorizzate tutte dalla Prudential plc e per questo anche il trofeo assegnato rimase identico. Nell'edizione 1987 lo sponsor principale divenne la Reliance Industries, che donò un trofeo diverso dal precedente, così come fecero nel 1992 la Benson & Hedges e nel 1996 la W.D. & H.O. Wills.
Nel 1999 la federazione mondiale, stanca di cambiare costantemente trofeo istituì un proprio trofeo, chiamandolo ICC World Cup Trophy. Attualmente le regole prevedono che il trofeo rimanga sempre custodito negli uffici dell'ICC a Dubai e venga utilizzato solo per la cerimonia di premiazione della squadra vincitrice del mondiale. La federazione vincitrice tuttavia ottiene una replica del trofeo, che le viene assegnata permanentemente ed è fedele all'originale per forma e dimensioni, differenziandosi solo per l'assenza del logo dell'ICC, presente invece su quella originale.
Le varie repliche non sono uguali tra loro perché il logo dell'ICC è sostituito dal logo ufficiale dell'edizione del mondiale in cui è stata assegnata. Tuttavia questa pratica è stata seguita solo a partire dalla coppa del 2007, pertanto quelle del 1999 e 2003 (entrambe di proprietà dell'Australian Cricket Board) sono identiche sotto tutti i punti di vista.

## Qualificazioni
La fase finale del torneo è disputata ogni 4 anni, in passato a causa dello sfasamento delle stagioni tra emisfero sud ed emisfero nord la cadenza è stata occasionalmente variata (cinque anni tra il 1987 e il 1992, tre anni tra il 1996 e il 1999) e durante il periodo intermedio vengono giocate le partite di qualificazione alla fase finale.
Fino all'edizione 2019 le squadre nazionali più forti del panorama mondiale (quelle che godono del test status) sono state estromesse dall'onere di dover affrontare le qualificazioni e pertanto sono state automaticamente qualificate alla fase finale; a queste squadre si sono aggiunte quelle qualificate tramite l'ICC World Cup Qualifier. A partire dal 2019 la qualificazione viene decisa solo ed esclusivamente dalla posizione nell'ICC ODI Championship.

## Formula attuale
La formula attualmente in vigore prevede la divisione delle 10 squadre partecipanti in un unico gironi all'italiana, in cui ogni squadra affronta una volta tutte le altre. Le prime quattro squadre al termine del girone si qualificano per le semifinali incrociate (prima contro quarta, seconda contro terza), seguiti dalla finale. Non è prevista la finale per il terzo posto.

## Albo d'oro
| Edizione | Anno | Organizzatore                                           | Luogo                                         | Finale                                                          | Finale                                                             | Finale                                                              | Squadre |
| Edizione | Anno | Organizzatore                                           | Luogo                                         | Vincitore                                                       | Risultato                                                          | Finalista                                                           | Squadre |
| -------- | ---- | ------------------------------------------------------- | --------------------------------------------- | --------------------------------------------------------------- | ------------------------------------------------------------------ | ------------------------------------------------------------------- | ------- |
| 1        | 1975 | Inghilterra                                             | Lord's Cricket Ground Londra, Inghilterra     | Indie Occidentali 291/8 (60 overs)                              | IOB vince di 17 runs Tabellino                                     | Australia 274 (58.4 overs)                                          | 8       |
| 2        | 1979 | Inghilterra                                             | Lord's Cricket Ground Londra, Inghilterra     | Indie Occidentali 286/9 (60 overs)                              | IOB vince di 92 runs Tabellino                                     | Inghilterra 194 (51 overs)                                          | 8       |
| 3        | 1983 | Inghilterra, Galles                                     | Lord's Cricket Ground Londra, Inghilterra     | India 183 (54.4 overs)                                          | IND vince di 43 runs Tabellino                                     | Indie Occidentali 140 (52 overs)                                    | 8       |
| 4        | 1987 | India, Pakistan                                         | Eden Gardens Calcutta, India                  | Australia 253/5 (50 overs)                                      | AUS vince di 7 runs Tabellino                                      | Inghilterra 246/8 (50 overs)                                        | 8       |
| 5        | 1992 | Australia, Nuova Zelanda                                | Melbourne Cricket Ground Melbourne, Australia | Pakistan 249/6 (50 overs)                                       | PAK vince di 22 runs Tabellino                                     | Inghilterra 227 (49.2 overs)                                        | 9       |
| 6        | 1996 | India, Pakistan, Sri Lanka                              | Gaddafi Stadium Lahore, Pakistan              | Sri Lanka 245/3 (46.2 overs)                                    | SRI vince di 7 wickets Tabellino                                   | Australia 241/7 (50 overs)                                          | 12      |
| 7        | 1999 | Inghilterra (con Scozia, Irlanda, Paesi Bassi e Galles) | Lord's Cricket Ground Londra, Inghilterra     | Australia 133/2 (20.1 overs)                                    | AUS vince di 8 wickets Tabellino                                   | Pakistan 132 (39 overs)                                             | 12      |
| 8        | 2003 | Sudafrica (con Kenya e Zimbabwe)                        | Wanderers Stadium Johannesburg, Sudafrica     | Australia 359/2 (50 overs)                                      | AUS vince di 125 runs Tabellino                                    | India 234 (39.2 overs)                                              | 14      |
| 9        | 2007 | Indie Occidentali                                       | Kensington Oval Bridgetown, Barbados          | Australia 281/4 (38 overs)                                      | AUS vince di 53 runs (Metodo D/L) Tabellino                        | Sri Lanka 215/8 (36 overs)                                          | 16      |
| 10       | 2011 | India, Sri Lanka, Bangladesh                            | Wankhede Stadium Mumbai, India                | India 277/4 (48.2 overs)                                        | IND vince di 6 wickets Tabellino                                   | Sri Lanka 274/6 (50 overs)                                          | 14      |
| 11       | 2015 | Australia, Nuova Zelanda                                | Melbourne Cricket Ground Melbourne, Australia | Australia 186/3 (33.1 overs)                                    | AUS vince di 7 wickets Tabellino                                   | Nuova Zelanda 183 (45 overs)                                        | 14      |
| 12       | 2019 | Inghilterra (con Galles)                                | Lord's Cricket Ground Londra, Inghilterra     | Inghilterra 241 (50 overs) - 15/0 (super over) - Boundaries: 26 | PAREGGIO - ENG vince per il maggior numero di boundaries Tabellino | Nuova Zelanda 241/8 (50 overs) - 15/1 (super over) - Boundaries: 17 | 10      |
| 13       | 2023 | India                                                   | Narendra Modi Stadium Ahmedabad, India        | Australia 241/4 (43 overs)                                      | AUS vince di 6 wickets Tabellino                                   | India 240 (50 overs)                                                | 10      |
| 14       | 2027 | Sudafrica, Zimbabwe, Namibia                            | TBD                                           | TBD                                                             | TBD                                                                | TBD                                                                 | 14      |
| 15       | 2031 | India, Bangladesh                                       | TBD                                           | TBD                                                             | TBD                                                                | TBD                                                                 | 14      |

## Statistiche
| Nazionale                 | Presenze | Presenze | Presenze | Miglior risultato                             | Statistiche | Statistiche | Statistiche | Statistiche | Statistiche | Statistiche |
| Nazionale                 | Totale   | Prima    | Ultima   | Miglior risultato                             | G           | W           | L           | Tie         | NR          | %           |
| ------------------------- | -------- | -------- | -------- | --------------------------------------------- | ----------- | ----------- | ----------- | ----------- | ----------- | ----------- |
| Australia                 | 13       | 1975     | 2023     | Campione (1987, 1999, 2003, 2007, 2015, 2023) | 94          | 69          | 23          | 1           | 1           | 74,73       |
| India                     | 13       | 1975     | 2023     | Campione (1983, 2011)                         | 84          | 53          | 29          | 1           | 1           | 64,45       |
| Indie Occidentali         | 12       | 1975     | 2019     | Campione (1975, 1979)                         | 80          | 43          | 35          | 0           | 2           | 55,12       |
| Pakistan                  | 13       | 1975     | 2023     | Campione (1992)                               | 79          | 45          | 32          | 0           | 2           | 58,44       |
| Sri Lanka                 | 13       | 1975     | 2023     | Campione (1996)                               | 80          | 38          | 39          | 1           | 2           | 49,35       |
| Inghilterra               | 13       | 1975     | 2023     | Campione (2019)                               | 83          | 48          | 32          | 2           | 1           | 59,75       |
| Nuova Zelanda             | 13       | 1975     | 2023     | Finalista (2015, 2019)                        | 89          | 54          | 33          | 1           | 1           | 61,93       |
| Sudafrica                 | 9        | 1992     | 2023     | Semifinalista (1992, 1999, 2007, 2015)        | 64          | 38          | 23          | 2           | 1           | 61,90       |
| Kenya                     | 5        | 1996     | 2011     | Semifinalista (2003)                          | 29          | 6           | 22          | 0           | 1           | 21,42       |
| Zimbabwe                  | 9        | 1983     | 2015     | Super 6 (1999, 2003)                          | 57          | 11          | 42          | 1           | 3           | 21,29       |
| Bangladesh                | 7        | 1999     | 2023     | Quarti di finale (2015), Super 8 (2007)       | 40          | 14          | 25          | 0           | 1           | 35,89       |
| Irlanda                   | 3        | 2007     | 2015     | Super 8 (2007)                                | 21          | 7           | 13          | 1           | 0           | 35,71       |
| Paesi Bassi               | 4        | 1996     | 2023     | Fase a gironi (1996, 2003, 2007, 2011)        | 20          | 2           | 18          | 0           | 0           | 10,00       |
| Canada                    | 4        | 1979     | 2011     | Fase a gironi (1979, 2003, 2007, 2011)        | 18          | 2           | 16          | 0           | 0           | 11,11       |
| Scozia                    | 3        | 1999     | 2015     | Fase a gironi (1999, 2007, 2015)              | 14          | 0           | 14          | 0           | 0           | 0,00        |
| Emirati Arabi Uniti       | 2        | 1996     | 2015     | Fase a gironi (1996, 2015)                    | 11          | 1           | 10          | 0           | 0           | 9,09        |
| Afghanistan               | 3        | 2015     | 2023     | Fase a gironi (2015, 2019, 2023)              | 15          | 1           | 14          | 0           | 0           | 6,66        |
| Namibia                   | 1        | 2003     | 2003     | Fase a gironi (2003)                          | 6           | 0           | 6           | 0           | 0           | 0,00        |
| Bermuda                   | 1        | 2007     | 2007     | Fase a gironi (2007)                          | 3           | 0           | 3           | 0           | 0           | 0,00        |
| ( Africa Orientale)†      | 1        | 1975     | 1975     | Fase a gironi (1975)                          | 3           | 0           | 3           | 0           | 0           | 0,00        |
| Aggiornato: 13 marzo 2024 |          |          |          |                                               |             |             |             |             |             |             |

∗La percentuale di vittorie non considera i no results e conta i tie al 50%.
†Non più esistente.

## Premi individuali
| Edizione | Paese         | Giocatore         |
| -------- | ------------- | ----------------- |
| 1975     | ND            | Non assegnato     |
| 1979     | ND            | Non assegnato     |
| 1983     | ND            | Non assegnato     |
| 1987     | ND            | Non assegnato     |
| 1992     | Nuova Zelanda | Martin Crowe      |
| 1996     | Sri Lanka     | Sanath Jayasuriya |
| 1999     | Sudafrica     | Lance Klusener    |
| 2003     | India         | Sachin Tendulkar  |
| 2007     | Australia     | Glenn McGrath     |
| 2011     | India         | Yuvraj Singh      |
| 2015     | Australia     | Mitchell Starc    |
| 2019     | Nuova Zelanda | Kane Williamson   |
| 2023     | India         | Virat Kohli       |

| Edizione | Paese             | Giocatore            | Runs |
| -------- | ----------------- | -------------------- | ---- |
| 1975     | Nuova Zelanda     | Glenn Turner         | 333  |
| 1979     | Indie Occidentali | Gordon Greenidge     | 253  |
| 1983     | Inghilterra       | David Gower          | 384  |
| 1987     | Inghilterra       | Graham Gooch         | 471  |
| 1992     | Nuova Zelanda     | Martin Crowe         | 456  |
| 1996     | India             | Sachin Tendulkar     | 523  |
| 1999     | India             | Rahul Dravid         | 461  |
| 2003     | India             | Sachin Tendulkar     | 673  |
| 2007     | Australia         | Matthew Hayden       | 659  |
| 2011     | Sri Lanka         | Tillakaratne Dilshan | 500  |
| 2015     | Nuova Zelanda     | Martin Guptill       | 547  |
| 2019     | India             | Rohit Sharma         | 648  |
| 2023     | India             | Virat Kohli          | 765  |

| Edizione | Paese                   | Giocatore                  | Wickets |
| -------- | ----------------------- | -------------------------- | ------- |
| 1975     | Nuova Zelanda           | Gary Gilmour               | 11      |
| 1979     | Inghilterra             | Mike Hendrick              | 10      |
| 1983     | India                   | Roger Binny                | 18      |
| 1987     | Australia               | Craig McDermott            | 18      |
| 1992     | Pakistan                | Wasim Akram                | 18      |
| 1996     | India                   | Anil Kumble                | 15      |
| 1999     | Nuova Zelanda Australia | Geoff Allott Shane Warne   | 20      |
| 2003     | Sri Lanka               | Chaminda Vaas              | 23      |
| 2007     | Australia               | Glenn McGrath              | 26      |
| 2011     | Pakistan India          | Shahid Afridi Zaheer Khan  | 21      |
| 2015     | Australia Nuova Zelanda | Mitchell Starc Trent Boult | 22      |
| 2019     | Australia               | Mitchell Starc             | 27      |
| 2023     | India                   | Mohammed Shami             | 24      |

## Record
| Record                                              | Record                                              | Record                             |
| Presenze                                            | Presenze                                            | Presenze                           |
| --------------------------------------------------- | --------------------------------------------------- | ---------------------------------- |
| Maggior numero di presenze                          | Ricky Ponting                                       | 46 (1996–2011)                     |
| Maggior numero di presenze come capitano            | Ricky Ponting                                       | 29 (1996–2011)                     |
| Battitori                                           |                                                     |                                    |
| Maggior numero di runs                              | Sachin Tendulkar                                    | 2.278 (1992–2011)                  |
| Media in battuta più alta (minimo 10 innings)       | Lance Klusener                                      | 124,00 (1999–2003)                 |
| Punteggio più alto in battuta                       | Martin Guptill v Indie Occidentali                  | 237 not out (2015)                 |
| Partenrship più alta                                | Chris Gayle & Marlon Samuels (II wicket) v Zimbabwe | 372 (2015)                         |
| Maggior numero di runs in un torneo                 | Sachin Tendulkar                                    | 673 (2003)                         |
| Maggior numero di centuries                         | Sachin Tendulkar; Rohit Sharma                      | 6 (1992–2011; 2015–2019)           |
| Lanciatori                                          |                                                     |                                    |
| Maggior numero di wickets                           | Glenn McGrath                                       | 71 (1996–2007)                     |
| Media più bassa di runs concesse                    | Glenn McGrath                                       | 18,19 (1996–2007)                  |
| Miglior strike rate (almeno 1000 palle lanciate)    | Lasith Malinga                                      | 24,8 (2007–2019)                   |
| Miglior economy rate (almeno 1000 palle lanciate)   | Andy Roberts                                        | 3,24 (1975–1983)                   |
| Performance in una partita                          | Glenn McGrath v Namibia                             | 7/15 (2003)                        |
| Maggior numero di wickets in un'edizione del torneo | Mitchell Starc                                      | 27 (2019)                          |
| Fielding                                            |                                                     |                                    |
| Maggior numero di eliminazioni (wicket-keeper)      | Kumar Sangakkara                                    | 54 (2003–2015)                     |
| Maggior numero di prese (fielder)                   | Ricky Ponting                                       | 28 (1996–2011)                     |
| Record di squadra                                   |                                                     |                                    |
| Punteggio più alto                                  | Australia (v Afghanistan)                           | 417/6 (2015)                       |
| Punteggio più basso                                 | Canada (v Sri Lanka)                                | 36 (2003)                          |
| % di vittorie                                       | Australia                                           | 74,73% (69 vittorie su 94 partite) |
| Vittorie consecutive                                | Australia                                           | 27 (27 maggio 1999-19 marzo 2011)  |
| Coppe vinte consecutivamente                        | Australia                                           | 3 (1999–2007)                      |
| Aggiornato: 15 luglio 2019                          |                                                     |                                    |